# 科克本角
科克本角（英語：Cape Cockburn）是南極洲的海岬，位於帕默群島的布拉班特島，處於巴斯德半島東北端，由英國探險隊繪入地圖，現時由南極條約體系管理。